# ミケーレ・カンパニャーロ
ミケーレ・カンパニャーロ（Michele Campagnaro、1993年3月13日 - ）は、プロD2USコロミエに所属するラグビーユニオン選手。

## プロフィール
- イタリア・ミラノ出身。
- ポジションはセンター(CTB)。
- 身長 183cm、体重 94kg
- U20イタリア代表に選ばれたことがある[1]。
- イタリア代表キャップは46（2020年5月現在）でラグビーワールドカップ2015・ラグビーワールドカップ2019のイタリア代表に選ばれた[2]。

## 略歴
F.I.R.アカデミー、ベネットン、エクセター・チーフス、ワスプスを経て、2019年、ハーレクインズに加入。
2019年、USコロミエに加入。